# Lithocarpus sogerensis
Lithocarpus sogerensis är en bokväxtart som först beskrevs av Spencer Le Marchant Moore, och fick sitt nu gällande namn av Markgr. och Aimée Antoinette Camus. Lithocarpus sogerensis ingår i släktet Lithocarpus och familjen bokväxter. Inga underarter finns listade.